# Kendayakan (Warureja)
Kendayakan is een bestuurslaag in het regentschap Tegal van de provincie Midden-Java, Indonesië. Kendayakan telt 5977 inwoners (volkstelling 2010).